# George Russell
George William Russell (* 15. února 1998 King's Lynn) je britský automobilový závodník, jezdec Formule 1, který od sezóny 2022 jezdí za tým Mercedes. V roce 2018 získal titul ve Formuli 2.
Russell získal první podiové umístění v F1 na Grand Prix Belgie 2021. Je členem programu mladých jezdců Mercedes Young Driver. V sezóně 2022 byl přijat do stáje Mercedes-AMG na pozici druhého pilota.
Celkem ve Formuli 1 vyhrál 4 závody, získal 6 pole position, zajel 9 nejrychlejších kol a 20krát skončil mezi třemi nejlepšími. S Mercedeses má uzavřenou smlouvu do konce roku 2025.

## Formule 1
Dne 19. ledna 2017 se Russell připojil k juniorskému týmu stáje Mercedes. Během sezóny 2017 nastoupil ve dvou pátečních tréninzích za tým Force India. V sezóně 2018 působil jako testovací jezdec pneumatik Pirelli.

### Williams (2019–2021)

#### 2019
V říjnu 2018 bylo oznámeno, že Russell pro sezónu 2019 nastoupí jako jezdec týmu Williams. Jeho týmovým kolegou byl Robert Kubica.
Vůz Williams FW42 byl nejpomalejším vozem ze startovního roštu, kvůli tomu byl Russellovým jediným rovnocenným soupeřem jeho týmový kolega. Při Velké ceně Německa, která byla ovlivněna deštěm dojel Russell na třináctém místě, ale díky penalizaci jezdců týmu Alfa Romeo se posunul na jedenácté místo. Těsně přišel o svůj první bod ve Formuli 1, když ho Kubica v závěrečných kolech předjel.
Russellovo první odstoupení přišlo ve Velké ceně Singapuru, když ho během přejížděcího manévru poslal do bariéry Romain Grosjean. Ani následující závod v Rusku kvůli problému s brzdami nedokončil. Chaotickou Velkou cenu Brazílie dokončil na dvanáctém místě.
V sezóně obsadil celkové 20. místo bez zisku jediného bodu. Ve srovnání se svým týmovým kolegou Russell překonal Kubicu v šestnácti závodech z osmnácti, které oba dokončili. A také ve všech dvaceti jedna kvalifikacích.

#### 2020
V sezóně 2020 Russell pokračuje u týmu Williams s novým týmovým kolegou Nicholasem Latifim.
Kvůli pandemii covidu-19 byl start sezóny odložen. Prvním závodem byla Velká cena Rakouska, kterou kvůli problémům s tlakem paliva nedokončil. Další závod, který nesl název Velká cena Štýrska dokončil na šestnáctém místě. I v následujícím závodě v Maďarsku skončil na nebodovaném osmnáctém místě. Do Velké ceny Velké Británie se kvalifikoval na patnáctém místě, ale kvůli penalizaci startoval až z posledního místa. Závod dokončil na dvanáctém místě. Při Velké ceně Belgie se nedokázal vyhnout úlomkům z auta Antonia Giovinazziho, který dostal smyk a havaroval a také závod nedokončil. Ve Velké ceně Toskánska se dlouho držel na bodovaných pozicích, ale po druhém restartu závodu se propadl mimo body. Závod dokončil na jedenáctém místě. Velkou cenu Eifelu kvůli kolizi s Kimim Räikkönenem nedokončil. Při Velké ceně Emilia Romagna útočil na zisk prvního bodu v kariéře, když se držel na desátém místě, ale při vyjetí safety caru dostal smyk, boural a závod nedokončil. Do Velké ceny Abú Zabí se opět Russell vrátil do týmu Williams, kde obsadil v závodě patnácté místo.
V sezóně získal 3 body a obsadil celkové 18. místo.

#### 2021
Sezóna 2021 je již třetí sezónou, ve které Russell působí u týmu Williams.
Hned v prvním závodě sezóny, který se konal v Bahrajnu se probojoval do druhé části kvalifikace. Do závodu vyrazil z patnáctého místa a dokončil ho na místě čtrnáctém. Ve druhém závodě sezóny, který se konal v Itálii se dlouho držel na bodovaném desátém místě, ale zhruba v polovině závodu kolidoval s Valtterim Bottasem a závod nedokončil. Do Velké ceny Portugalska se kvalifikoval na jedenáctém místě, ale v závodě nedokázal držet tempo a skončil na šestnáctém místě. V závodech ve Španělsku a v Monaku zopakoval výsledek z úvodního závodu sezóny, když skončil na čtrnáctém místě. Při Velké ceně Francie obsadil dvanácté místo a zajel tak prozatím nejlepší výsledek v sezóně. Do Velké ceny Štýrska se kvalifikoval na jedenáctém místě a díky penalizaci Júkiho Cunody startoval desátý. V závodě se dlouhou dobu držel na osmém místě, ale kvůli problémům s motorem musel ze závodu odstoupit. Při kvalifikaci na Velkou cenu Rakouska se mu poprvé v kariéře podařilo dostat s vozem týmu Williams do její třetí části, kde obsadil deváté místo a díky penalizaci Sebastiana Vettela odstartoval do závodu osmý. V závodě se dlouhou dobu držel na bodovaných pozicích, ale v těsném závěru závodu byl předjetý Fernandem Alonsem, který ho odsunul na jedenácté místo a na něm také závod dokončil. I v následující kvalifikaci na Velkou cenu Velké Británie se mu opět podařilo dostat do její třetí části, ve které obsadil osmé místo, ze kterého startoval do kvalifikačního sprintu. V kvalifikačním sprintu se propadl o jednu pozici a skončil devátý, ale kvůli penalizaci za zavinění kolize s Carlosem Sainzem Jr. odstartoval do závodu z dvanáctého místa a tuto pozici udržel až do konce závodu. Do závodu v Maďarsku odstartoval ze sedmnáctého místa. Po startu se vlivem kolizí soupeřů dokázal dostat do bodované desítky a skončil na devátém místě. Díky diskvalifikaci Sebastiana Vettela se posunul na osmé místo a získal tak své první body s týmem Williams. Po letní přestávce se konala Velká cena Belgie. V mokré kvalifikaci Russell zajel druhý nejrychlejší čas a postavil se do první řady na startu. Závod byl ovlivněn silným deštěm a kvůli tomu se odjela pouze dvě kola za safety carem a závod byl ukončen. Russell tak získal svoje první pódiové umístění v kariéře. Ze závodu v Nizozemsku odstoupil těsně před koncem závodu kvůli problémům s převodovkou. V následujícím závodě v Itálii získal další body za deváté místo. Při mokré kvalifikaci do Velké ceny Ruska se umístil na třetím místě. Závod dokončil na místě desátém. V Turecku skončil na patnáctém místě. Do Velké ceny USA startoval, kvůli výměně pohonné jednotky, z posledního místa a do cíle dojel na čtrnáctém místě. V dalších závodech už na bodované pozice nedosáhl.
Celkově, ve své poslední sezóně s týmem Williams, získal 16 bodů a obsadil konečné 15. místo.

### Mercedes (2020, 2022–dosud)

#### 2020
Před Velkou cenou Sachíru byl Lewis Hamilton pozitivně testován na covid-19. Mercedes se rozhodl jako náhradníka zvolit Russella, kterého v týmu Williams nahradil Jack Aitken. Russell se v kvalifikaci umístil na druhém místě a po startu závodu se dostal do vedení, které s velkým náskokem dlouho držel. Lehce přes dvacet kol před koncem závodu vyjel na trať, v důsledku nehody, safety car. Mercedes se rozhodl pro dvojitou zastávku v boxech. První stavěl Russell, jemuž tým nasadil přední pneumatiky, které měl nasadit na vůz Valtteriho Bottase. V důsledku této chyby musel Russell hned v dalším kole absolvovat další zastávku v boxech, po které se propadl na páté místo. Po restartu závodu se začal prodírat na přední pozice, ale kvůli pomalému defektu musel, necelých deset kol před koncem závodu, opět zastavit v boxech kvůli výměně pneumatik. Závod dokončil na devátém místě a připsal si tak první tři mistrovské body, jelikož se mu podařilo zajet nejrychlejší kolo závodu, za které se uděluje extra bod.

#### 2022
Dne 7. září 2021 bylo oznámeno, že Russell od sezóny 2022 nahradí v týmu Mercedes Valtteriho Bottase.
V úvodním závodě sezóny 2022, který se konal v Bahrajnu se kvalifikoval na devátém místě, závod dokončil na místě čtvrtém.

## Výsledky
| Legenda k tabulce | Legenda k tabulce                                                                       |
| Barva             | Výsledek                                                                                |
| ----------------- | --------------------------------------------------------------------------------------- |
| Zlatá             | Vítěz                                                                                   |
| Stříbrná          | 2. místo                                                                                |
| Bronzová          | 3. místo                                                                                |
| Zelená            | Bodované umístění                                                                       |
| Modrá             | Nebodované umístění                                                                     |
| Modrá             | Dokončil neklasifikován (NC)                                                            |
| Fialová           | Odstoupil (Ret)                                                                         |
| Červená           | Nekvalifikoval se (DNQ)                                                                 |
| Červená           | Nepředkvalifikoval se (DNPQ)                                                            |
| Černá             | Diskvalifikován (DSQ)                                                                   |
| Bílá              | Nestartoval (DNS)                                                                       |
| Bílá              | Závod zrušen (C)                                                                        |
| Světle modrá      | Pouze trénoval (PO)                                                                     |
| Světle modrá      | Páteční testovací jezdec (TD)                                                           |
| Bez barvy         | Netrénoval (DNP)                                                                        |
| Bez barvy         | Vyřazen (EX)                                                                            |
| Bez barvy         | Nepřijel (DNA)                                                                          |
| Bez barvy         | Odvolal účast (WD)                                                                      |
| Bez barvy         | Nezúčastnil se (prázdné)                                                                |
| Označení          | Význam                                                                                  |
| Tučnost           | Pole position                                                                           |
| Kurzíva           | Nejrychlejší kolo                                                                       |
| †                 | Jezdec nedojel do cíle, ale byl klasifikován, protože odjel více než 90 % délky závodu. |
| ‡                 | Byl udělován poloviční počet bodů, protože bylo odjeto méně než 75 % délky závodu.      |
| Horní index       | Umístění bodujících jezdců ve sprintu                                                   |

### Závodní kariéra
| Sezóna | Série                               | Tým                           | Závody | Vítězství | PP | NK | Pódia | Body | Umístění  |
| ------ | ----------------------------------- | ----------------------------- | ------ | --------- | -- | -- | ----- | ---- | --------- |
| 2014   | BRDC Formula 4 Championship         | Lanan Racing                  | 24     | 5         | 3  | 4  | 11    | 483  | 1. místo  |
| 2014   | Formula Renault 2.0 Alps            | Koiranen GP                   | 12     | 0         | 0  | 0  | 1     | 123  | 4. místo  |
| 2014   | Eurocup Formula Renault 2.0         | Koiranen GP                   | 2      | 0         | 0  | 0  | 0     | 0    | —         |
| 2014   | Eurocup Formula Renault 2.0         | Tech 1 Racing                 | 2      | 1         | 1  | 1  | 1     | 0    | —         |
| 2015   | FIA Formula 3 European Championship | Carlin                        | 33     | 1         | 0  | 0  | 3     | 203  | 6. místo  |
| 2015   | Masters of Formula 3                | Carlin                        | 1      | 0         | 0  | 0  | 1     | —    | 2. místo  |
| 2016   | FIA Formula 3 European Championship | HitechGP                      | 30     | 2         | 3  | 3  | 10    | 264  | 3. místo  |
| 2016   | Macau Grand Prix                    | HitechGP                      | 1      | 0         | 1  | 0  | 0     | —    | 7. místo  |
| 2017   | GP3 Series                          | ART Grand Prix                | 15     | 4         | 4  | 5  | 7     | 220  | 1. místo  |
| 2018   | FIA Formula 2 Championship          | ART Grand Prix                | 24     | 7         | 5  | 6  | 11    | 287  | 1. místo  |
| 2019   | Formule 1                           | ROKiT Williams Racing         | 21     | 0         | 0  | 0  | 0     | 0    | 20. místo |
| 2020   | Formule 1                           | Williams Racing               | 16     | 0         | 0  | 0  | 0     | 3    | 18. místo |
| 2020   | Formule 1                           | Mercedes-AMG Petronas F1 Team | 1      | 0         | 0  | 1  | 0     | 3    | 18. místo |
| 2021   | Formule 1                           | Williams Racing               | 22     | 0         | 0  | 0  | 1     | 16   | 15. místo |
| 2022   | Formule 1                           | Mercedes-AMG Petronas F1 Team | 22     | 1         | 1  | 4  | 8     | 275  | 4. místo  |
| 2023   | Formule 1                           | Mercedes-AMG Petronas F1 Team | 22     | 0         | 0  | 1  | 2     | 175  | 8. místo  |
| 2024   | Formule 1                           | Mercedes-AMG Petronas F1 Team | 24     | 2         | 4  | 2  | 4     | 245  | 6. místo  |
| 2025   | Formule 1                           | Mercedes-AMG Petronas F1 Team | 12     | 1         | 1  | 1  | 5     | 147* | 4. místo* |

* Sezóna stále probíhá

### Kompletní výsledky ve Formuli 1
| Rok  | Tým                           | Šasi                | Motor                                   | 1       | 2       | 3       | 4      | 5      | 6       | 7       | 8       | 9      | 10      | 11      | 12      | 13      | 14      | 15      | 16      | 17     | 18     | 19     | 20       | 21      | 22      | 23     | 24    | Body | Umístění  |
| ---- | ----------------------------- | ------------------- | --------------------------------------- | ------- | ------- | ------- | ------ | ------ | ------- | ------- | ------- | ------ | ------- | ------- | ------- | ------- | ------- | ------- | ------- | ------ | ------ | ------ | -------- | ------- | ------- | ------ | ----- | ---- | --------- |
| 2017 | Sahara Force India F1 Team    | Force India VJM10   | Mercedes F1 M08 EQ Power+ 1,6 V6 t      | AUS     | CHN     | BHR     | RUS    | ESP    | MON     | CAN     | AZE     | AUT    | GBR     | HUN     | BEL     | ITA     | SIN     | MAL     | JPN     | USA    | MEX    | BRA TD | ABU TD   |         |         |        |       | —    | —         |
| 2019 | ROKiT Williams Racing         | Williams FW42       | Mercedes F1 M10 EQ Power+ 1,6 V6 t      | AUS 16  | BHR 15  | CHN 16  | AZE 15 | ESP 17 | MON 15  | CAN 16  | FRA 19  | AUT 18 | GBR 14  | GER 11  | HUN 16  | BEL 15  | ITA 14  | SIN Ret | RUS Ret | JPN 16 | MEX 16 | USA 17 | BRA 12   | ABU 17  |         |        |       | 0    | 20. místo |
| 2020 | Williams Racing               | Williams FW43       | Mercedes F1 M11 EQ Performance 1,6 V6 t | AUT Ret | STY 16  | HUN 18  | GBR 12 | 70A 18 | ESP 17  | BEL Ret | ITA 14  | TUS 11 | RUS 18  | EIF Ret | POR 14  | EMI Ret | TUR 16  | BHR 12  |         | ABU 15 |        |        |          |         |         |        |       | 3    | 18. místo |
| 2020 | Mercedes-AMG Petronas F1 Team | Mercedes AMG F1 W11 | Mercedes F1 M11 EQ Performance 1,6 V6 t |         |         |         |        |        |         |         |         |        |         |         |         |         |         |         | SKR 9   |        |        |        |          |         |         |        |       | 3    | 18. místo |
| 2021 | Williams Racing               | Williams FW43B      | Mercedes F1 M12 E Performance 1,6 V6 t  | BHR 14  | EMI Ret | POR 16  | ESP 14 | MON 14 | AZE 17† | FRA 12  | STY Ret | AUT 11 | GBR 12  | HUN 8   | BEL 2‡  | NED 17† | ITA 9   | RUS 10  | TUR 15  | USA 14 | MXC 16 | SAP 13 | QAT 17   | SAU Ret | ABU Ret |        |       | 16   | 15. místo |
| 2022 | Mercedes-AMG Petronas F1 Team | Mercedes-AMG F1 W13 | Mercedes F1 M13 E Performance 1,6 V6 t  | BHR 4   | SAU 5   | AUS 3   | EMI 4  | MIA 5  | ESP 3   | MON 5   | AZE 3   | CAN 4  | GBR Ret | AUT 4   | FRA 3   | HUN 3   | BEL 4   | NED 2   | ITA 3   | SIN 14 | JPN 8  | USA 5  | MXC 4    | SAP 1   | ABU 5   |        |       | 275  | 4. místo  |
| 2023 | Mercedes-AMG Petronas F1 Team | Mercedes-AMG F1 W14 | Mercedes-AMG M14 E Performance 1,6 V6 t | BHR 7   | SAU 4   | AUS Ret | AZE 8  | MIA 4  | MON 5   | ESP 3   | CAN Ret | AUT 7  | GBR 5   | HUN 6   | BEL 68  | NED 17  | ITA 5   | SIN 16† | JPN 7   | QAT 4  | USA 58 | MXC 6  | SAP Ret4 | LVG 8   | ABU 3   |        |       | 175  | 8. místo  |
| 2024 | Mercedes-AMG Petronas F1 Team | Mercedes-AMG F1 W15 | Mercedes-AMG M15 E Performance 1,6 V6 t | BHR 5   | SAU 6   | AUS 17† | JPN 7  | CHN 68 | MIA 8   | EMI 7   | MON 5   | CAN 3  | ESP 4   | AUT 14  | GBR Ret | HUN 8   | BEL DSQ | NED 7   | ITA 7   | AZE 3  | SIN 4  | USA 65 | MXC 5    | SAP 46  | LVG 1   | QAT 43 | ABU 5 | 245  | 6. místo  |
| 2025 | Mercedes-AMG Petronas F1 Team | Mercedes-AMG F1 W16 | Mercedes-AMG M16 E Performance 1,6 V6 t | AUS 3   | CHN 34  | JPN 5   | BHR 2  | SAU 5  | MIA 34  | EMI 7   | MON 11  | ESP 4  | CAN 1   | AUT 5   | GBR 10  | BEL 5   | HUN 3   | NED     | ITA     | AZE    | SIN    | USA    | MXC      | SAP     | LVG     | QAT    | ABU   | 172* | 4. místo* |

* Sezóna stále probíhá